# Quần đảo Geiyo
Quần đảo Geiyo (芸予諸島 Geiyo Shotō) là quần đảo đảo nằm ở biển nội địa Seto, thuộc tỉnh Hiroshima và tỉnh Ehime. Một số hòn đảo lớn nhất trong quần đảo được nối với nhau bởi Đường cao tốc Nishiseto nối Honshu và Shikoku. Quần đảo Geiyo là một trong những trung tâm đóng tàu, đánh bắt và nuôi trồng thủy sản chính ở Nhật Bản.